# Wulf Goette
Wulf Goette (* 16. Mai 1946 in Lübeck) ist ein deutscher Jurist und war Vorsitzender Richter am Bundesgerichtshof.
Nach Abschluss seines Jurastudiums wurde Goette an der Universität Bonn mit einer Arbeit zu „Gesamtschuldbegriff und Regressproblem“ zum Dr. iur. promoviert. 1975 trat er in den Justizdienst des Landes Nordrhein-Westfalen ein und wurde 1981 Referent im dortigen Justizministerium. Am 23. August 1990 wurde Goette zum Richter am BGH, am 1. Juni 2005 zum Vorsitzenden Richter am BGH ernannt. Dort stand er dem für das Gesellschaftsrecht zuständigen II. Zivilsenat vor. Am 30. September 2010 trat Wulf Goette in den Ruhestand. Seit 1. Oktober 2010 ist er für die Anwaltskanzlei Gleiss Lutz in Stuttgart tätig.
Seit 1997 ist Goette Honorarprofessor an der Universität Heidelberg. Er ist Mitherausgeber der Zeitschriften ZGR, NZG und ZNotP sowie wissenschaftlicher Schriftleiter der DStR. Er gibt mit Susanne Kalss und Mathias Habersack den mehrbändigen und in mehreren Auflagen erschienenen Münchener Kommentar zum Aktiengesetz (MüKoAktG) sowie zusammen mit Holger Fleischer den Münchner Kommentar zum GmbH-Gesetz heraus.